# Zámecký vrch (kulle)
Zámecký vrch är en kulle i Tjeckien.   Den ligger i regionen Ústí nad Labem, i den norra delen av landet, 80 km norr om huvudstaden Prag. Toppen på Zámecký vrch är 530 meter över havet, eller 170 meter över den omgivande terrängen. Bredden vid basen är 1,3 km.
Terrängen runt Zámecký vrch är huvudsakligen lite kuperad.Runt Zámecký vrch är det ganska tätbefolkat, med 54 invånare per kvadratkilometer. Närmaste större samhälle är Děčín, 15,4 km väster om Zámecký vrch. Omgivningarna runt Zámecký vrch är en mosaik av jordbruksmark och naturlig växtlighet.